# Up the Khyber
Up the Khyber è un brano strumentale della rock band britannica, i Pink Floyd. È stata scritta da Nick Mason e Richard Wright ed è la prima canzone che si sente sul film More - Di più, ancora di più cui il gruppo ha scritto la colonna sonora, Soundtrack from the Film More, pubblicata nel 1969.

## Composizione
In sostanza, il breve pezzo (2 minuti e 12 secondi) consiste in un lungo assolo di batteria a cui si aggiungono un pianoforte e un organo che suonano in modo insolito e ossessionato, fino a terminare con uno strano effetto di riavvolgimento del nastro. È l'unica in tutta la carriera del gruppo ad essere accreditata al duo Mason / Wright.
Il titolo è un gioco di parole tra 'Khyber' e lo slang Cockney (Khyber Pass = culo). Potrebbe far riferimento anche al film del 1968 "Carry On... Up the Khyber".

## Live
Up the Khyber è stata suonata dal vivo durante la suite The Man and The Journey con il titolo di Doing It!, un pezzo per batteria solista in cui vengono suonati spezzoni anche da altri brani come Syncopated Pandemonium, The Grand Vizier's Garden Party e Party Sequence.

## Formazione
- Nick Mason: Batteria.
- Richard Wright: Pianoforte, organo.
- Roger Waters: Basso, effetti sonori.